# 山岳サイクリング車
山岳サイクリング車（さんがくサイクリングしゃ、英: Mountain Cycle）は現在においては「山岳サイクリング用の自転車」を意味する。
フランスにおいてはトリプルプラトー(3枚ギア板)の装着により、山岳を走行する為の技術的な発展が行われた。日本においては1970年代初頭にランドナーから我が国独自に枝分かれして派生したパスハンターが生まれ、そこからさらにMountain Cycle (MTC) へと進化し、独立した経緯がある。
時を同じくして、これと全く別の流れであるアメリカ大陸のビーチクルーザーで広大な山を駆け下りるダウンヒル競技から発展したオフロードバイシクルの一種であるマウンテンバイクも初期にはこの一種としてマスプロメーカー等に扱われた場合があった。またクロスカントリーの一種と扱ったり（Suntour XC）、さらにオフロードバイクを明示した製品（Shimanoの初代Deore XT）が存在したが、結局MTCとは全く別のカテゴリとなっている。

## 概要
1980年代初頭に完成されたMTCの構成は20インチなど小径のパスハンターやマウンテンバイクと似て非なる構成であり、半分以上は乗らない事が考慮され、背負って四肢を使って登山を行う前提の作りとなっている。

## 車体構成
フレームの前三角には担ぎが考慮され、ベルトやカバーが装備され、山道で邪魔にならない為、前後20インチの小径が大半である。が極一部には650Bや650A、700Cを流用した大径ホイールも見られる。
クランクはチェーンガードを備えたダブルまたはダブルチェーンガードのシングルでアウターの歯数はダブルで36t-26t程度である。またハンガーにはアンダーガードが装備されたり、BTRやBMXを流用したトラクションを重視したタイアなど、BTRやBMXとの多少の共通点も備える。
背負いや担ぎの為に軽量化が重視され、衝撃などの耐久性は重視されず、技も行わない。また走行速度も0km/hから速くて20km/h程度が主体となる。

## Mountain Cycling
200年間に及ぶ自転車史の中で、Mountain Cyclingは英語表記で山岳サイクリングを意味する（ただし、UKには該当する山は殆ど存在せずロードスターやクラブモデルが主力であった）。これはフランス語圏におけるCyclo Alpinism（アルプス山脈地帯におけるサイクリング）より広い意味となる。Alpinismとは登山用語で特にアルプスに於ける山岳とその文化を意味している。
100年以上に渡る歴史を持つツール・ド・フランスやジロ・デ・イタリアのアルプスやピレネーの山岳ステージは文字通り山岳サイクリングの一種である。それまではこれらの地域は徒歩が中心で自転車が通過できるコースは無く、冒険的な意味合いが濃かった。これらイベントレースのコースに組み込まれることで、地域の道路などの整備の一助となったという経緯がある。
日本に於いては、特に昭和30年代〜昭和50年代が何期か訪れた「山岳サイクリングブーム」のピーク時期であり、『サイクル野郎』や、昭和50年代当時の漫画（『がきデカ』等）でも山岳サイクリングとしてサイクリング車が取り上げられている。